# Lofgren-Halbinsel
Die Lofgren-Halbinsel ist eine 35 km lange und vereiste Halbinsel am nordöstlichen Ende der Thurston-Insel vor der Eights-Küste des westantarktischen Ellsworthlands, die im Kap Menzel seewärts endet. Sie liegt zwischen dem Cadwalader Inlet und dem Morgan Inlet. Im nordzentralen Teil der Lofgren-Halbinsel ragt das Mills-Kliff auf. Auf halber Strecke der Südküste befindet sich der Walsh Knob, ein vereister Hügel.
Entdeckt wurde die Halbinsel im Februar 1960 bei Hubschrauberüberflügen von der USCGC Burton Island und der USS Glacier im Rahmen der von der United States Navy durchgeführten Forschungsreise in die Bellingshausen-See. Das Advisory Committee on Antarctic Names benannte sie 1960 nach Charles Eric Lofgren (1893–1971), Offizier des Personals der US-amerikanischen Byrd Antarctic Expedition (1928–1930).